# Nanna pia
Nanna pia är en fjärilsart som beskrevs av Embrik Strand 1912. Nanna pia ingår i släktet Nanna, och familjen björnspinnare. Inga underarter finns listade.